# Ferenczy Sándor
Örkényi Ferenczy Sándor (Adorjánháza, 1828. november 28. (keresztelés) – Martonvásár, 1904. november 22.) ügyvéd, 1848-49-es honvédhadnagy.

## Élete
Ferenczy József földbirtokos és Gyarmathy Sára fia. Szülei adorjánházi nemesi birtokukat zálogba adván, 1834-ben Lugosra, Krassó megyébe költöztek, ahol Ferenczy Sándor a gimnáziumot végezte. Ekkor a szabadságharc kitört és ő is fegyvert fogott; mint honvédhadnagy részt vett a facseti, bogsányi, verseci, aradi és temesvári ütközetekben. A világosi fegyverletétel után folytatta iskoláit és 1858-tól 1860-ig ügyvédi gyakornok volt Aradon. 1861-ben ügyvédi oklevelet nyert. 1862-ben Szentesre került, ahol mint városi törvényszéki tanácsos, majd mint ügyvéd működött. 1871-ben Pestre költözött és miután az ügyvédség nem foglalkoztatta eléggé és abból jövedelme is csekély volt, 1872-ben a Népujságot szerkesztette, melyet csaknem egészen maga írt és vezércikkel, beszéllyel és közgazdasági rovattal látott el; azonban az 500 előfizető nem fedezvén a költségeket, kénytelen volt négy hónap múlva a lapot megszüntetni. A fővárosból vidékre költözött és előbb Baracskán, azután Válon (Fejér megye) birtokot vett és az ügyvédséget folytatta. Felesége Pócsi Lídia volt.
Jogi cikkei a Jogtudományi Közlönyben (1884. Becsületsértő állítás be nem bizonyítható, Biró és ügyvéd, 1885. Az ügyvédi rendtartás 105. §-ához. Adalék a hagyatéki eljáráshoz, 1886. A perköltségek birói megállapításához. A magánvád kérdése); irt még a Jogba és más hírlapokba is.

## Munkái
- Egy fácska első gyümölcse a szépirodalom kertjéből. Arad, 1860. (Próza és versek.)
- Bátorító szó a néphez. Szentes, 1862.
- Hazafias tanács a választó néphez. Irta egy független polgár. Pest, 1872.
- Országgyűlési képviselőnek kit válaszszunk, hogy 50 millió forinttal kevesebbet adózhassunk? Székesfehérvár, 1875.
- Az önkény hatalma. Budapest, 1880.

Szerkesztette s kiadta A Nép Ujsága c. politikai, szépirodalmi és gazdálkodási heti lapot 1872. jan. 7-től ápr. 14-ig Pesten.